# 地球外生命
| 地球外生命は存在するか。 |

地球外生命（）とは、地球以外の惑星や宇宙空間など、地球の大気圏の外に生存している（またはそこ由来の）生命をいう。地球外生命体（）、地球外生物（）ともいう。
知能の高低は問わず、知的生命でないものも含む。また、大気圏外にあって生存してはいても地球由来の生物（宇宙飛行士や宇宙船内の実験用生物）はこれを含まない。
英語（事実上の国際共通語）では、"extraterrestrial（日本語音写例：エクストゥラティレストゥリアル、日本語慣習読み：エクストラ テレストリアル）" 、"extraterrestrial being" 、"extraterrestrial biological entity" 、"extraterrestrial life" 等々、様々な名称が用いられるが、日本語の「生命」「生命体」「生物」のもつ語意のようなものがそれぞれに異なるのと同様、少しずつニュアンスが異なる。ET（イーティー）という略語も頻用されるが、これは extra-terrestrial の頭字語である。EBE（イーバ）も略語で、こちらは extraterrestrial biological entity の頭字語。また、それが知能の低くない異星人（ヒトと相似する、異星の知的生命）であれば、"alien life" ともいう。

## 概要

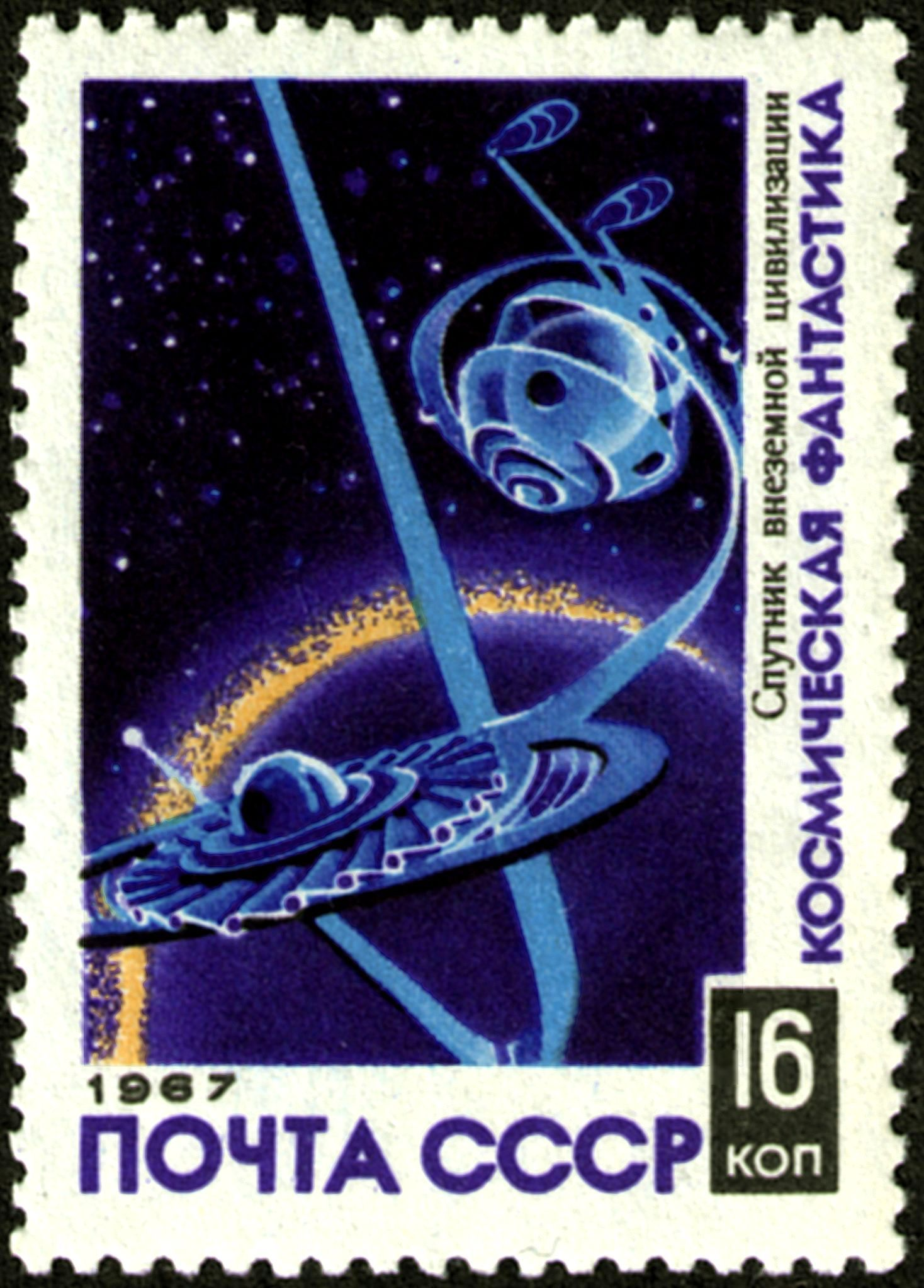
1967年にソビエト連邦が発行した16カペイカ切手は、異星人の宇宙船を画題とした珍しいもの。当時のソ連ではこのようなテーマが持て囃されており、これは切手バージョンといったところ。

1970年代から天文学者が主に電波望遠鏡を用いて地球外の知的生命の活動の兆候を探索しているが、未だに地球外生命体の存在は確認されていない。
1787年ころ、イタリアの神父で博物学者のラザロ・スパランツァーニが、「そもそも地球の生命は地球外から来た」とする説を唱えていた。生命の起源が地球外にあるとする説は「パンスペルミア説」というが、こうした説（仮説）は、DNAの二重らせん構造を発見したフランシス・クリックも表明している。
アメリカの天文学者パーシヴァル・ローウェル（1855-1916年）は、火星を観測した結果、その表面に「運河」などの人工的な建造物に見える巨大構造があると信じ、火星に文明が存在する証拠だと著作で述べた。サイエンス・フィクションの分野では火星に棲むタコ状（イカ状）の生命体（たこ型火星人）がさかんに描かれたが、これはイギリスの作家H・G・ウェルズが1898年に発表したSF小説『宇宙戦争』によるイメージの定着が発端であるとされる。
1959年、イタリアの物理学者ジュゼッペ・コッコーニとアメリカの物理学者フィリップ・モリソンが、地球外生命に言及する論文を学術誌に初めて発表し（※誌は『ネイチャー』）、「地球外に文明社会が存在すれば、我々は既にその文明と通信するだけの技術的能力を持っている」と指摘した。また、「その通信は電波で行われるだろう」と推論した。この論文は自然科学者らに衝撃を与え、一般人も知的生命体がこの宇宙に存在する可能性について大真面目に語り、様々な憶測、様々な空想が語られるようになっていた。
1960年にはフランク・ドレイクがオズマ計画に着手した。

### ドレイクの方程式
1961年にアメリカの天文学者フランク・ドレイクがドレイクの方程式を示し、画期的なことに、可能性・確率について具体的に数値で論ずることを可能にした。我々の銀河系に存在する通信可能な地球外文明の数を仮に「N」と表すとするならば、そのNは次の式で表せる、と述べたのである。
```

  

    

      

        
N

        
=

        

          
R

          

            
∗

          

        

        
×

        

          
f

          

            
p

          

        

        
×

        

          
n

          

            
e

          

        

        
×

        

          
f

          

            
l

          

        

        
×

        

          
f

          

            
i

          

        

        
×

        

          
f

          

            
c

          

        

        
×

        
L

      

    

    
{\displaystyle N=R_{*}\times f_{p}\times n_{e}\times f_{l}\times f_{i}\times f_{c}\times L}

  

```

ただし、各変数は下記の通りである。
| 変数                  | 定義                                                                       |
| --------------------- | -------------------------------------------------------------------------- |
| {\displaystyle R_{*}} | 人類がいる銀河系の中で1年間に誕生する星（恒星）の数                        |
| {\displaystyle f_{p}} | ひとつの恒星が惑星系を持つ割合（確率）                                     |
| {\displaystyle n_{e}} | ひとつの恒星系が持つ、生命の存在が可能となる状態の惑星の平均数             |
| {\displaystyle f_{l}} | 生命の存在が可能となる状態の惑星において、生命が実際に発生する割合（確率） |
| {\displaystyle f_{i}} | 発生した生命が知的なレベルまで進化する割合（確率）                         |
| {\displaystyle f_{c}} | 知的なレベルになった生命体が星間通信を行う割合                             |
| {\displaystyle L}     | 知的生命体による技術文明が通信をする状態にある期間（技術文明の存続期間）   |

1961年にこの式を発表した時、ドレイクは各値に関する推測値も併せて示し、
```

  

    

      

        
N

        
=

        
10

        
×

        
0.5

        
×

        
2

        
×

        
1

        
×

        
0.01

        
×

        
0.01

        
×

        
10

        
,

        
000

        
=

        
10.

      

    

    
{\displaystyle N=10\times 0.5\times 2\times 1\times 0.01\times 0.01\times 10,000=10.}

  

```

と計算してみせた。つまりそうした文明の数を10個だと推定してみせたのである。これがまた自然科学者らに大きな衝撃を与えた。SFに登場する「タコ状の火星人」などのイメージの影響（悪影響）で、地球外生命を頭ごなしに否定していた自然科学者でも、この理詰めの式を見せられて、自分たちが思っていた以上に存在の可能性があるのかも知れない、とりあえず調べてみる価値はあるのかも知れない、論理的に考えても存在の可能性を期待してもよいのかも知れない、と考えるようになったのである。このドレイクの式の持つ説得力が、賛同者を増やし、地球外生命の探索のための政府予算を組むことにつながった。
生命の起源に関するパンスペルミア説では、そもそも宇宙には生命の種が満ちており、宇宙のあちこちで生命が誕生している、と考えている。

## 太陽系内

### 太陽系内の知的生命への期待と観測・探査
ジョヴァンニ・スキアパレッリの火星観測に関する論文が発表された時代（1879年、1881年）から今日に到る長きに亘って、地球以外の太陽系内惑星にも生命が存在する（あるいは、存在した）のではないかとの推測が絶えたことはない。温度や大気の組成や引力の大きさなどを考慮したところ、特に生命体が棲んでいる可能性が高いと考えられていたのが火星であった。「火星に知的生命が棲んでいて地球にまでやってくる」といったストーリーのSF作品も盛んに創られた。

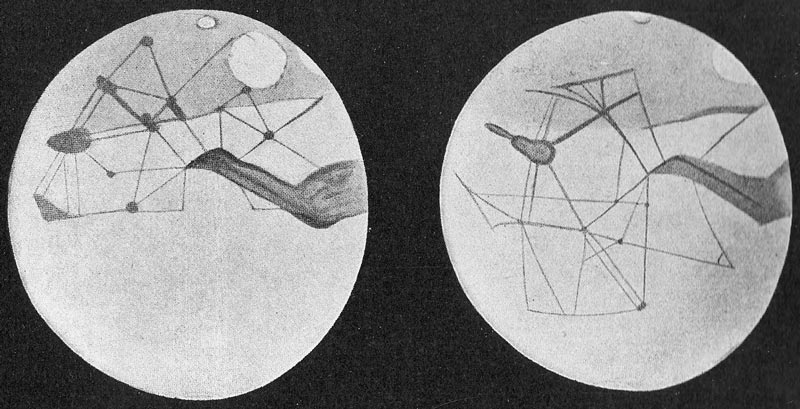
ローウェルが描いた火星の“運河”

火星を観測した天文学者パーシヴァル・ローウェル（1855-1916年）は、スキアパレッリがイタリア語で "canali"（※『運河』の意もあるが、ここでは自然地形としての『溝』の意）と呼んだ地表面の直線的地形を英語で "canal"（運河）と解釈し、「人面岩」など人工建造物に見える巨大な構造体があるのにも気付き、これらがスキアパレッリの言うような自然地形ではなく人工物に違いないとの認識の下、文明の存在を示すものであろうとの説を、1894年にボストン科学ソサエティで行った講演で初めて唱え、次いで、1895年の自著 "Mars "（和題：火星）、1906年の自著 "Mars and Its Canals " 、1908年の自著 "Mars As the Abode of Life "（和題：火星　生命のすみか）にも記した。しかしながら、後世に行われたマリナー計画（1962-1973年）による探査と研究により、パーシヴァルの見ていたものが自然地形であった事実が判明し、火星人工物説を巡る論争は完全否定される形で決着した。知的生命の火星での現生は確認できず、パーシヴァルが指摘した文明の痕跡も否定されたことから、太陽系内における地球人以外の知的生命の存在可能性は限りなく低いと見做されるようになった。
地球にも熱水噴出孔付近など、摂氏400度を超え、太陽光も届かない過酷な環境でも生物が生きているという事実から、エウロパなど宇宙の星々にも、微生物などの地球外生命が存在するのではと語るNASAの研究者もいる。

### 太陽系内の原始的生命

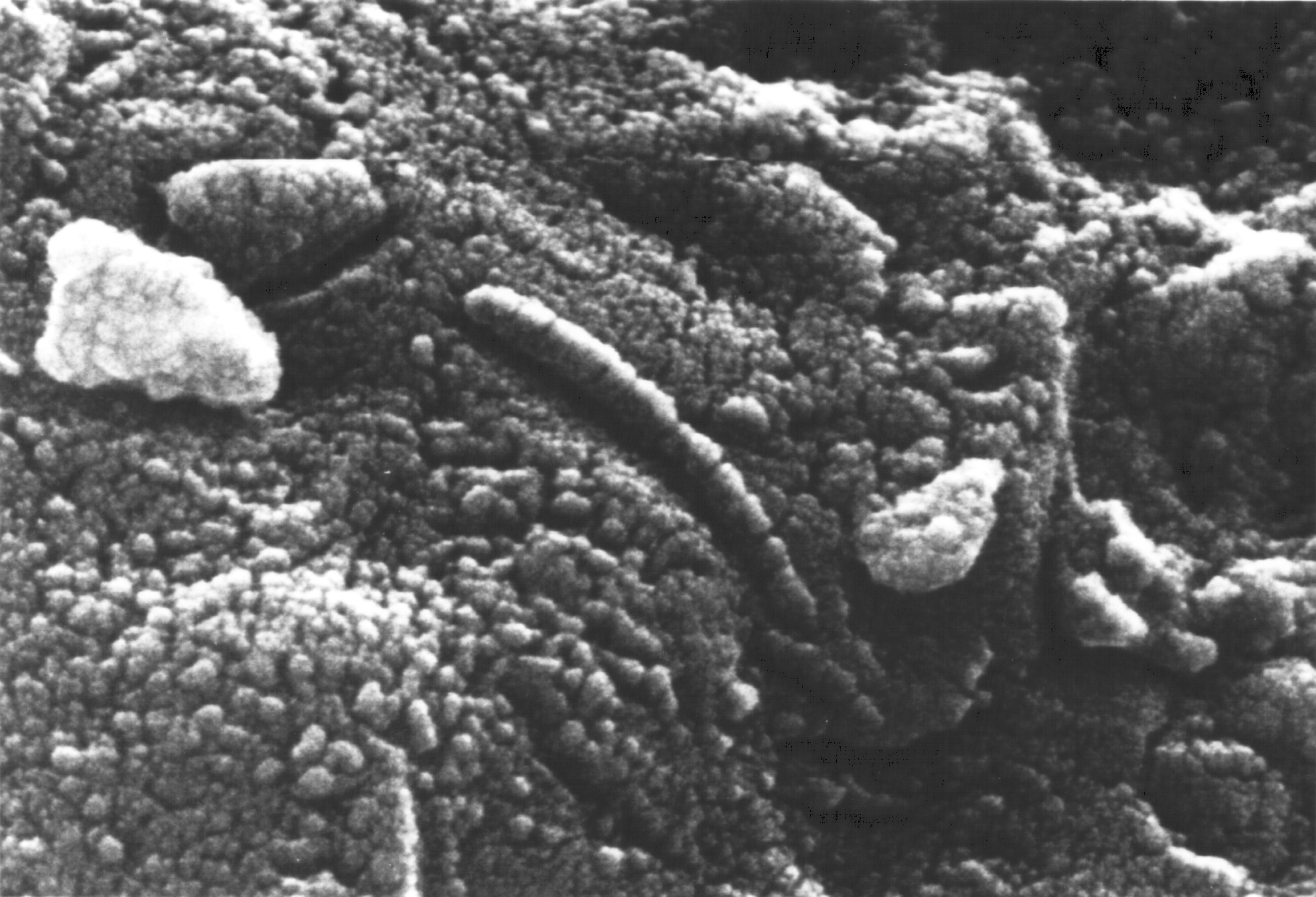
アラン・ヒルズ84001から見つかった生命の痕跡とされる構造。

火星に知的な生命はいないにしても、原始的な生命に関しては、火星はかつて大気と液体の水を持っていたと考えられている（その証拠とされるものが見つかっている）ので、生命が発生していた可能性もある、と考えられている。
1970年代にNASAが送り込んだ火星探査機バイキング1号および2号は火星表土のサンプルを採取し、そこに生命活動の兆候が見られるか確認する試験を行ったが、結果は生命の存在を肯定するものではなかった。
1996年にギブソンらが行った報告では、火星由来の隕石に化石状の構造が認められ、生命の痕跡と考えられるとしている。ただしこの見解は統一見解には至らず、論争の的になっている（詳細はアラン・ヒルズ84001を参照）。
2003年にESAが火星に送り込んだビーグル2号はバイキング以来はじめての生命探査を目的とした着陸機だったが、大気圏突入後に交信が途絶えて失敗に終わった。
火星以外では、木星の衛星であるエウロパやガニメデ、土星の衛星であるエンケラドゥスなどが、原始的な生命がいる候補として注目されている。これらの天体は主に氷や岩石から出来ているが、地下には液体の水の層が存在しているのではないかと考えられている。水中にはバクテリアがいるかもしれない。また、土星の衛星タイタンも、厚い大気圏を持ち、表面に液体の炭化水素が存在していることなどから、生命の存在する天体の候補に挙げられている。

## 太陽系外
原始的生命に関しては太陽系内での探索が続けられているが、知的生命に関しては太陽系内は望み薄と判断されるようになり、太陽系外での探索が続けられている。

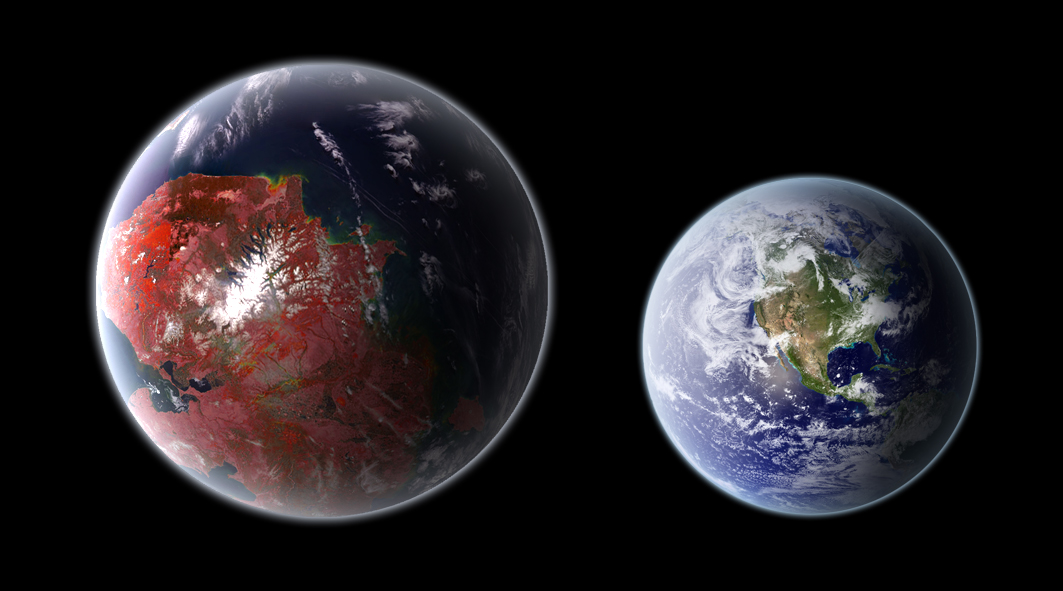
ケプラー442b（想像図）と地球の比較

NASAなどによって地球外知的生命体がいるのかどうかの探査（地球外知的生命体探査、頭字語：SETI）が行われている。現在行われている探査・研究活動はいくつかの手法がある。ひとつは、宇宙空間を通じてやってくる電波のパターンを受信し解析することで地球外の知的存在の活動を発見しようという試みである。特に近い星を絞り込んで行う手法もある。他の手法としては、地球から近い恒星の中から、生命の生まれる可能性がありそうな惑星を持つものを見つけ、その惑星に対して電波をこちらから送信してやり、反応があるかどうか調べる、という方法である。地球に最も近い恒星・惑星群の中には、地球から（わずか）数光年～数十光年程度の距離にあるものもあるので、実験として現実的な年数の間に生命からの反応・返信が得られるかも知れないという期待とともに探査が行われている。受信方式の探査を「パッシブ」、送信方式の探査を「アクティブ」と呼んでいる。
ケプラー442b
ハビタブルゾーン（生命居住可能領域）内に惑星が存在する可能性が高く、生命が存在することが期待されている太陽系外惑星。